# Плаваща база
Плаваща база (съкр. плавбаза) във военноморския флот е рейдов плавателен съд на тиловите служби, предназначен за тилово осигуряване на базирани съединения от кораби, основно в базите на корабите, по рядко и в открито море. Плавбази, също така, се наричат и транспортно-рибопреработващите кораби, предназначени за приемане на улова в морето от риболовните кораби и осигуряването им със снаряжение и продоволствие.

## Военноморските плавбази
Поддържат и осигуряват основно тези видове военноморски сили, които нямат достатъчно голяма автономност, като катери и подводници, където например не целия екипаж е подсигурен с койки – каюти, за разрушителите – ремонтни работилници и т.н.
Ha плаващите бази освен каюти, има щабни помещения, плаваща болница, постове за санитарна обработка, бани, помещения с културно-битово предназначение, складове за оръжие, боеприпаси, продоволствие, резервни части и различно имущество, а също така запаси гориво, смазочни масла, прясна вода и т.н., работилници за ремонт на въоръжението и техниката, товаро-разтоварни средства.
В зависимост от класа на осигуряваните кораби, плаващите бази се разделят на такива за подводници, плаващи бази за ракетни катери или торпедни катери и т.н. Плаващата база за подводници има запаси за снабдяването им с боеприпаси, гориво, гориво-смазочни материали, необходимото ремонтно оборудване, средства за зареждане на акумулаторните батерии, а също така и каюти за културно-битови и ботови помещения, служещи за настаняване и почивка на екипажите на подводниците. Плавбазите се появяват в хода на Първата световна война.

### Американски и британски плавбази
През Втората световна война в състава на ВМС на САЩ участват 11 плавбази за подводници, а в състава на Кралския флот на Великобритания (Royal Navy) – 3 плавбази за подводници и 2 плавбази за разрушители. В частност, реквизираните търговски съдове „Абърдониън“ (Aberdonian), „Виена“ (Vienna) и „Белфор“ (Belfort), използвани от Бреговите сили на Британския Кралския флот в качеството на плаващи бази. „Виена“ оперира в Средиземно море, „Абърдониън“ – около бреговете на Британия.
ВМС на САЩ до 1975 г. имат плавбази за разрушители, патрулни (стражеви) катери, а до 1955 г. – за хидросамолети.

### Плаваща база „ПБ-101“
До 3 февруари 1947 г. такава представлява всъщност германският „Граф Цепелин“ („Graf Zeppelin“). Самолетоносачът е заложен на 28 декември 1936 г. на стапелите на „Deutsche Werke“ в Кил (Голщиния, Германия). Пуснат е на вода на 8 декември 1938 г.. Недостроен, на 6 юли 1940 г., е преведен в Готенхафен, на 21 юни 1941 г. е преведен в Щетин и на 5 декември е върнат в Кил за дострояване. Но още на 30 януари 1943 г. довършителните работи са прекратени. На 21 април 1943 г. е преместен отново в Щетин, където на 24 април 1945 г. е взривен и потопен от германците.
Според съглашението за разделяне на немските ВМС, корабът попада в съветската част, в група „C“. На 3 февруари 1947 г. самолетоносачът е прекласифициран в плавбаза и предаден в разпореждение. Към 14 август 1947 г. корабът е изваден и отбуксиран в Свинемюнде. В нощта на 16 август самолетоносачът е отбуксиран на морски полигон за изпитания. След детонирането на закрепените на палубата бомби и бомбардировка, на 17 август е потопен от торпеда „ТК-503“ и есминеца „Славный“.

## Риболовни плавбази
През периода 1958 – 1971 г. в Полша (главно в Гданск), по поръчка на СССР, са построени над 20 транспортно-рибопреработвателни плавбази от три основни типа:
- Тип „Северодвинск“, по името на първата такава плавбаза. Плаващата база „Северодвинск“ е оборудван с най-новата за онези времена техника и съчетава в себе си конструктивните елементи на хладилен, танкерен и товарен плавателен съд. Влиза в строй през 1958 г., през 1965 влиза в състава на „Севрибхолодфлот“ (СРХФ)[6]. Първия капитан-директор на „Северодвинск“, Сергей Иванович Кавалеров е консултант при проектирането на плавбазата и наблюдва строителството ѝ в Гданск. В Полша по-късно са построени и други кораби от този тип – „Рига“, „Иван Фьодоров“, „Йоханес Варес“.
- Тип „Пионерск“ („Пионерск“, „Даурия“, „Рыбный Мурман“, „Маточкин Шар“, „Виктор Кингисепп“ и др.).
- Тип „Професор Баранов“ („Професор Баранов“, „Арктика“).

Нето тонажът на всички гореизброени плавбази е до 4000 t (всяка). Автономност на плаване – 75 денонощия. Разполагат с рибофабрики и складове за готова продукция, а също и с мощни хладилни (замразителни) установки. Готовата продукция са консерви, маринована риба, замразена риба. Екипажи: по 150 – 200 души (повече от половината – рибообработчици).
През 1989 г. екипажът на плавбазата „Алексей Хлобыстов“ взема участие в спасяването на екипажа на АПЛ „Комсомолец“.
Впоследствие, в хода на приватизирането на риболовния флот в (началото на 1990-те години), много плавбази са предадени за скрап („Рига“, „Рыбный Мурман“), други са препрофилирани.